# Il caso (programma televisivo 2025)
Il caso è un programma televisivo italiano ideato e condotto da Stefano Nazzi, trasmesso a partire dal 16 luglio 2025 su Rai 3. Il tema principale della serie è quello della trattazione in forma narrativo-documentaristica di delitti che hanno coinvolto l'opinione pubblica e le cui vicende processuali sono giunte a conclusione.

## Storia
La prima stagione viene trasmessa da Rai 3, in prima serata. Nella trasmissione, attraverso filmati d'epoca e ricostruzioni in studio, il conduttore ripercorre le vicende di cronaca nera e di cronaca giudiziaria legate a famosi crimini che hanno interessato l'opinione pubblica nazionale.
Durante le quattro puntate, Nazzi si avvale del contributo di alcuni esperti del settore, come le criminologhe Isabella Merzagora e Flaminia Bolzan, il genetista Emiliano Giardina e l'ex comandante dei RIS di Parma Luciano Garofano.

## Puntate
| Puntata | Messa in onda  | Caso trattato                | Ascolti TV     | Ascolti TV | Ascolti TV |
| Puntata | Messa in onda  | Caso trattato                | Telespettatori | Share      | Fonte      |
| ------- | -------------- | ---------------------------- | -------------- | ---------- | ---------- |
| 1       | 16 luglio 2025 | Omicidio di Yara Gambirasio  | 877 000        | 6,3%       | [ 8 ]      |
| 2       | 23 luglio 2025 | Delitto di Cogne             | 696 000        | 4,8%       | [ 9 ]      |
| 3       | 30 luglio 2025 | Omicidio di Meredith Kercher |                |            |            |
| 4       | 6 agosto 2025  | Delitti di Donato Bilancia   |                |            |            |
| Media   |                |                              |                |            |            |